# Kabelspoorweg

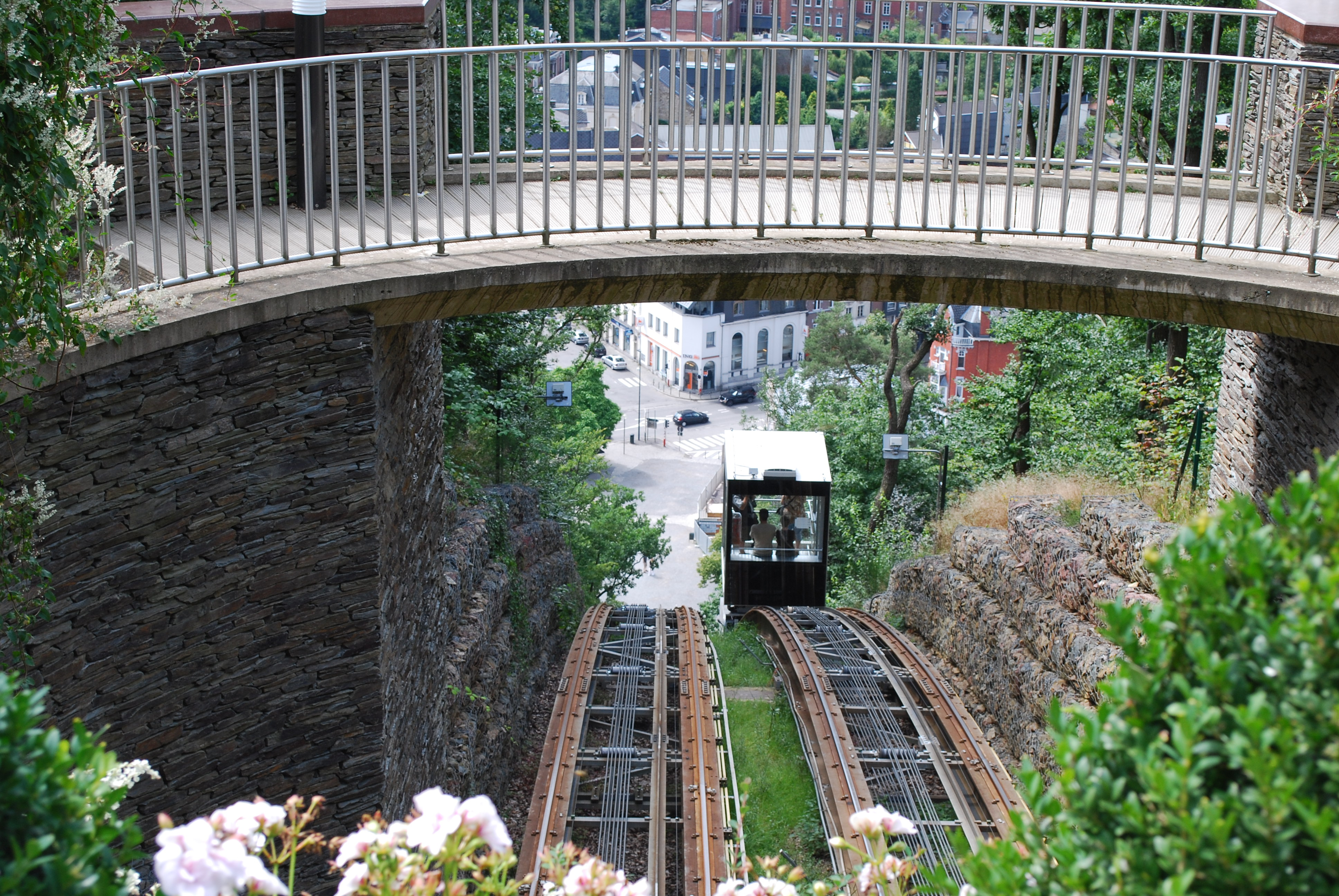
België: kabelspoorweg in Spa

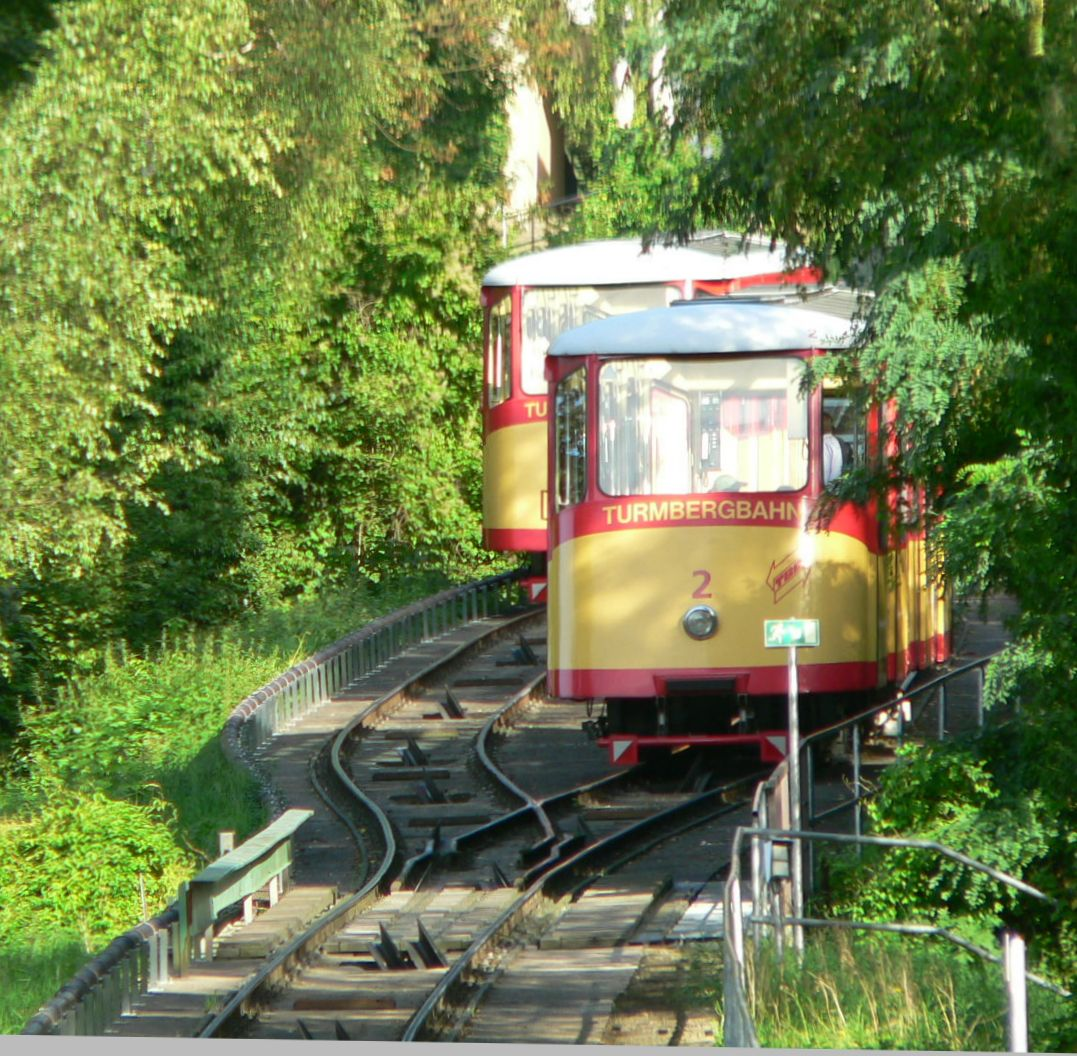
Duitsland: de Turmbergbahn bij Karlsruhe

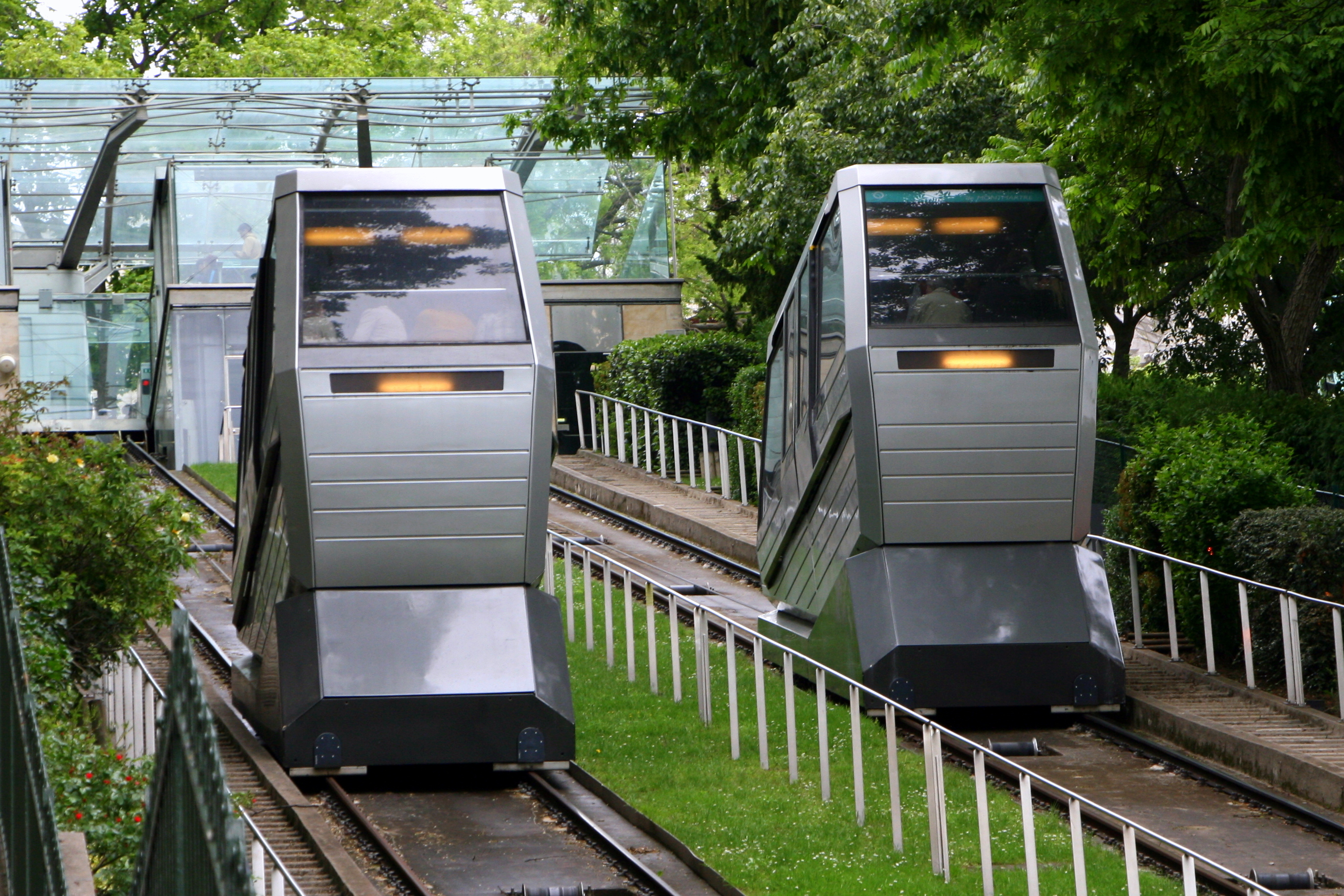
Frankrijk: funiculaire de Montmartre in Parijs

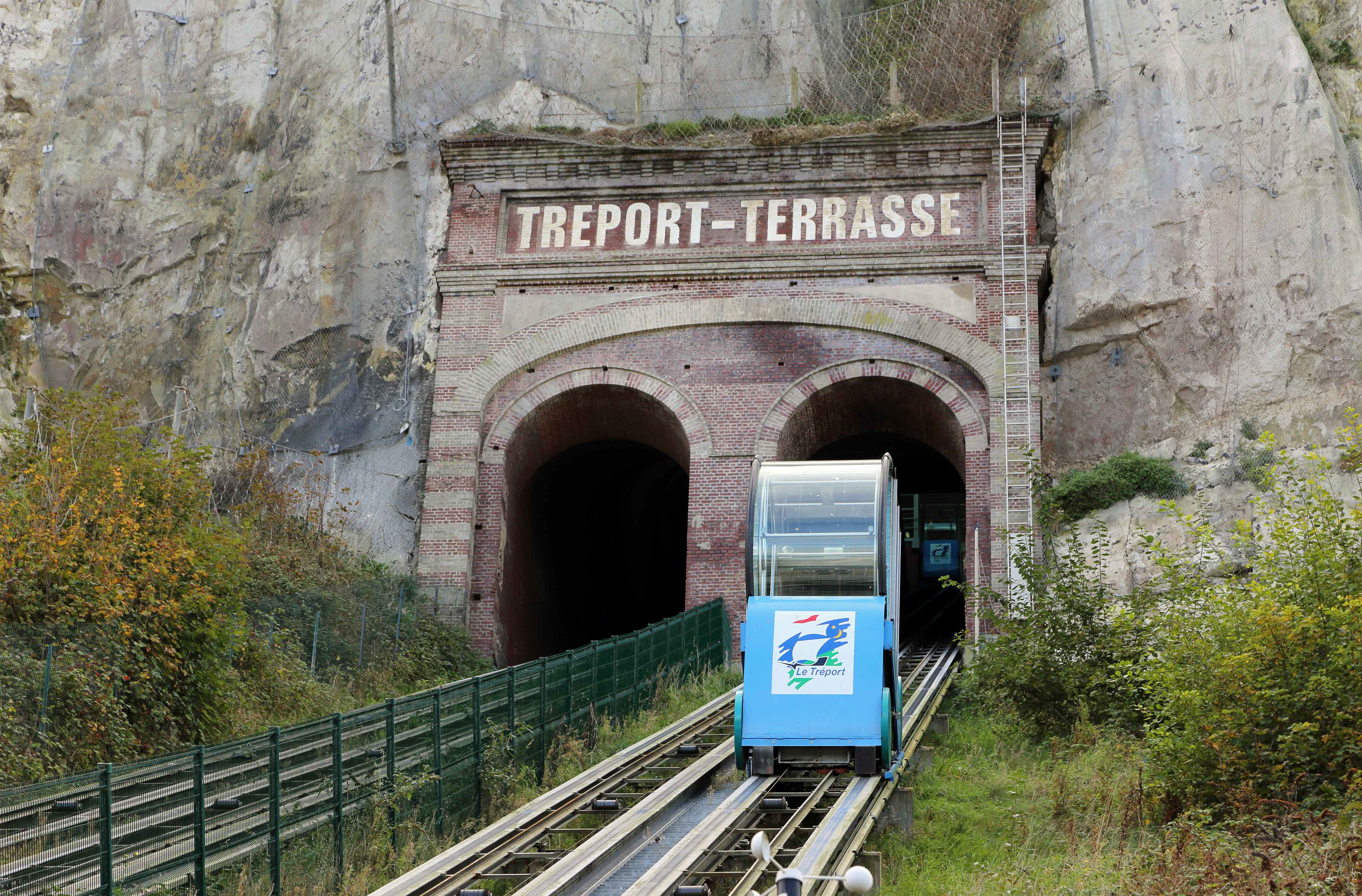
Frankrijk: kabelspoorweg in Le Tréport

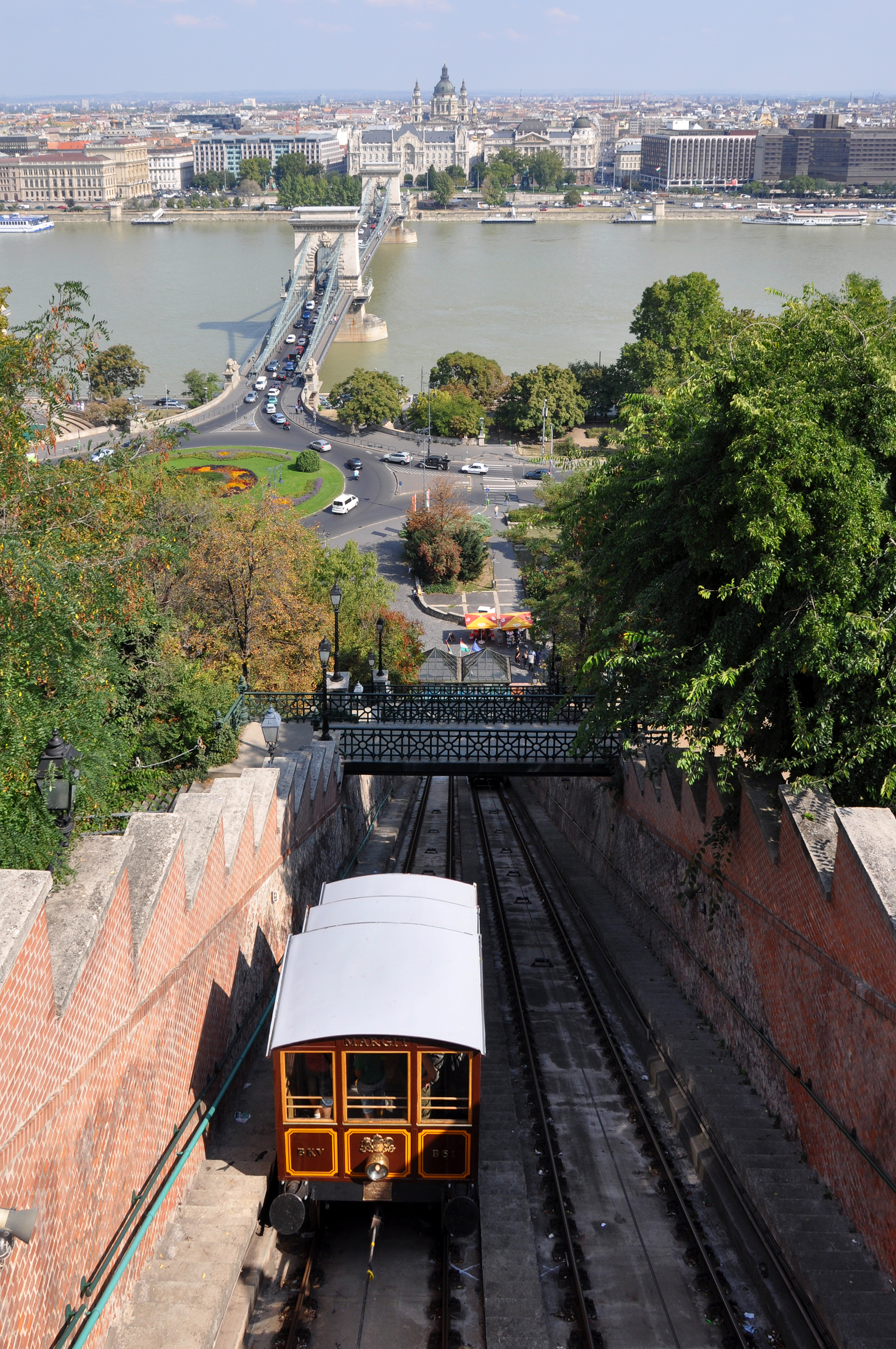
Hongarije: kabelspoorweg in Boedapest

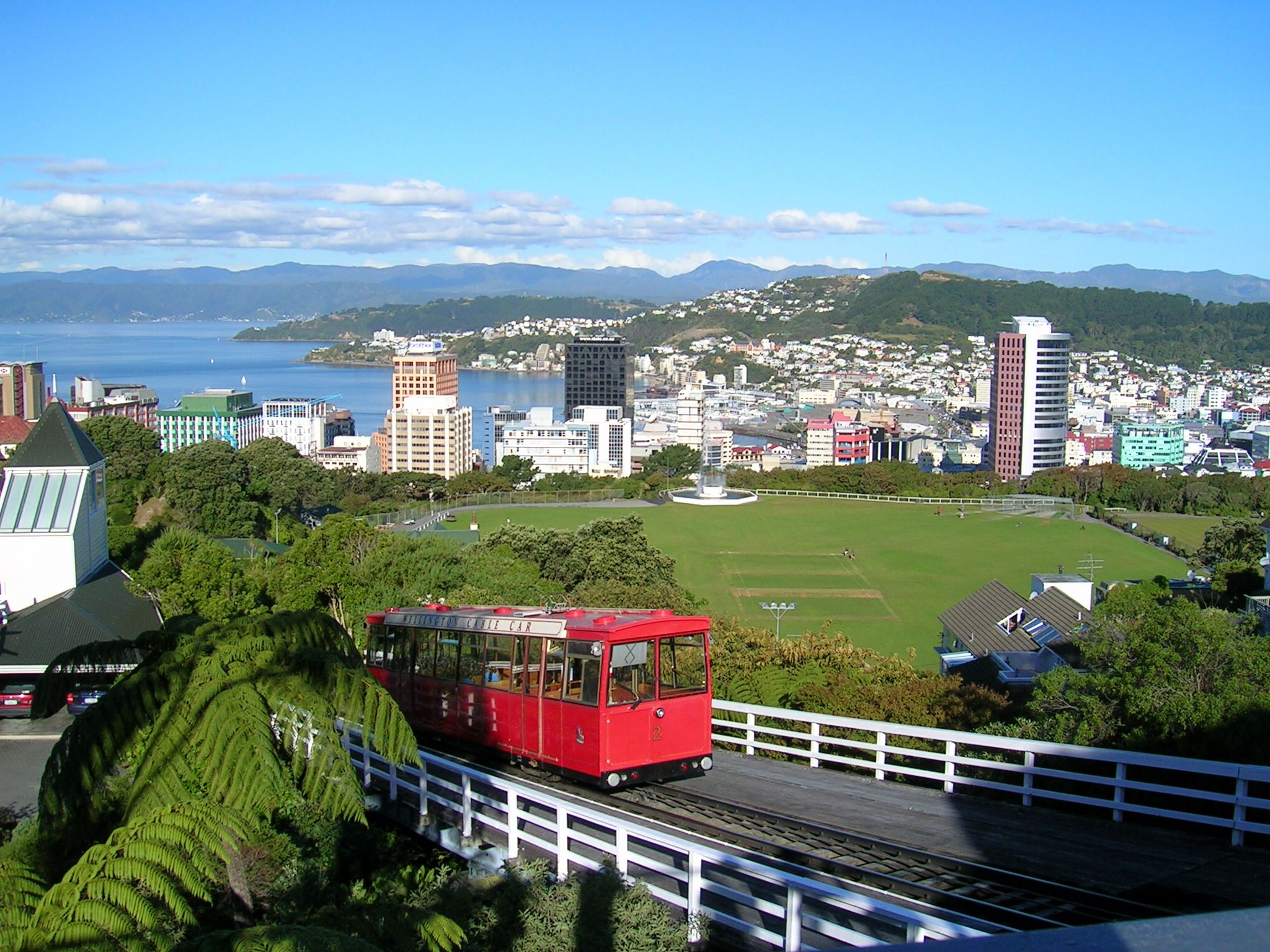
Nieuw-Zeeland: kabelspoorweg in Wellington

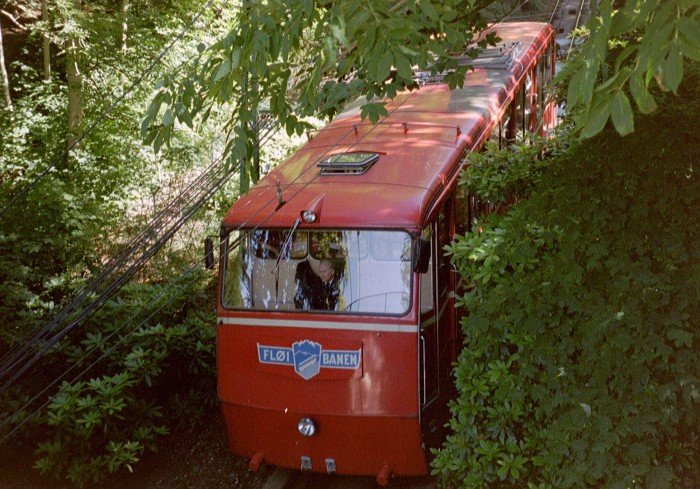
Noorwegen: Fløibanen in Bergen

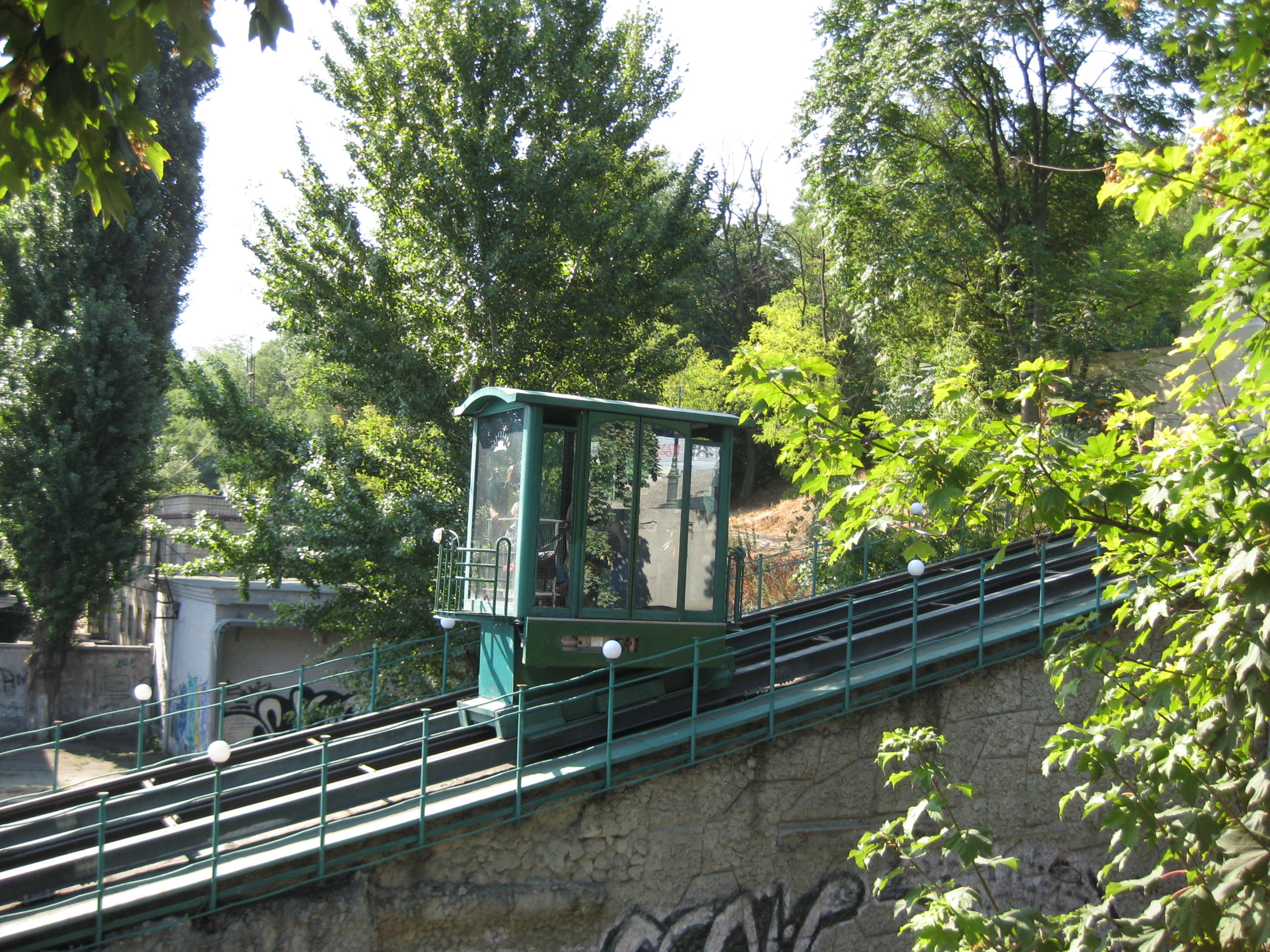
Oekraïne: Potjomkinfuniculaire in Odessa

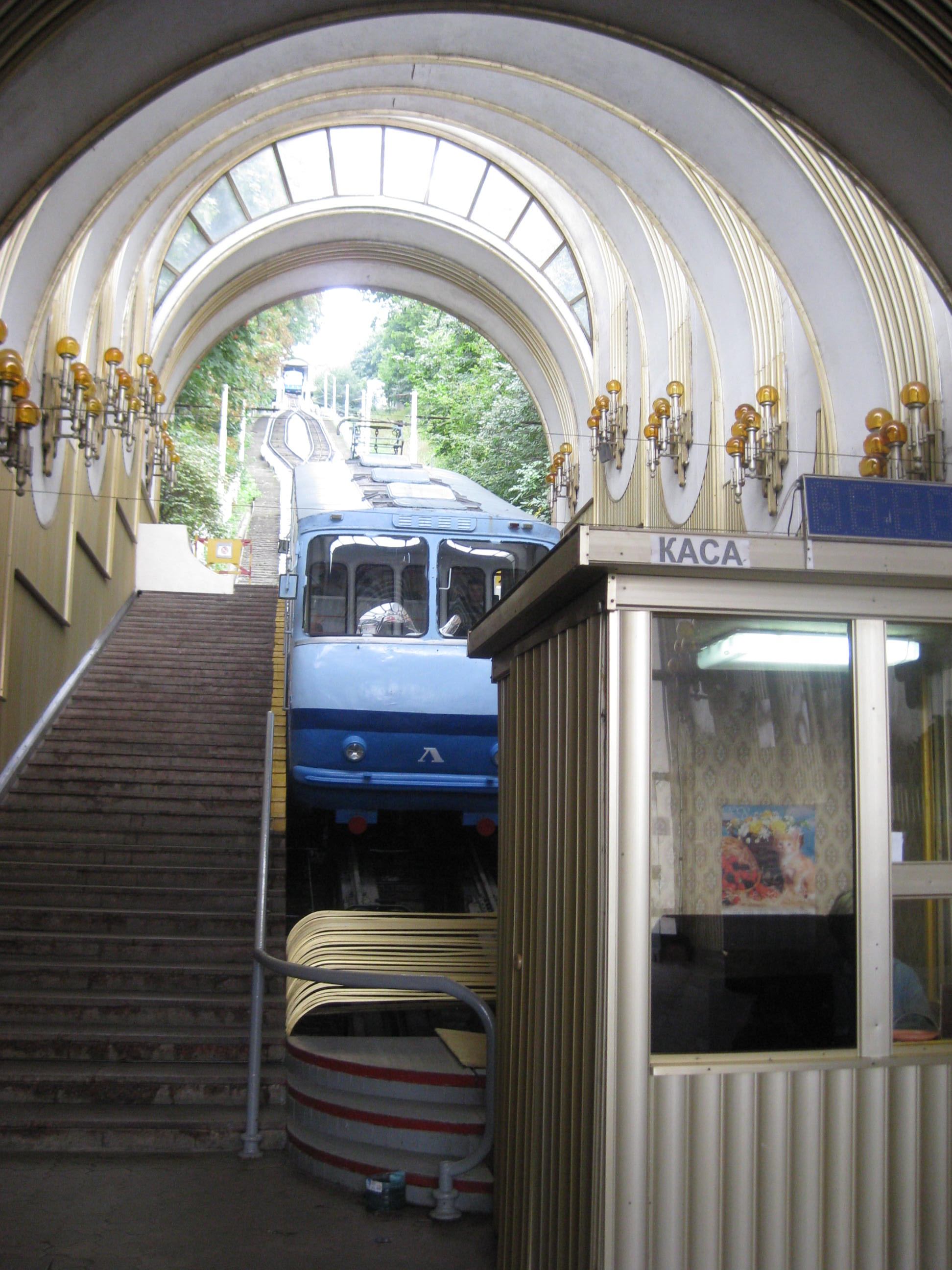
Oekraïne: kabeltrein in Kiev

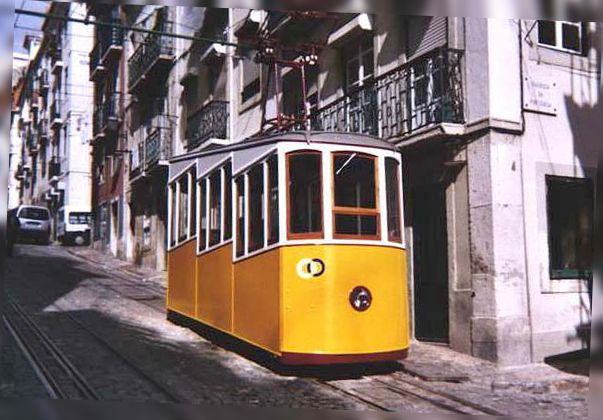
Portugal: funiculaire in Lissabon

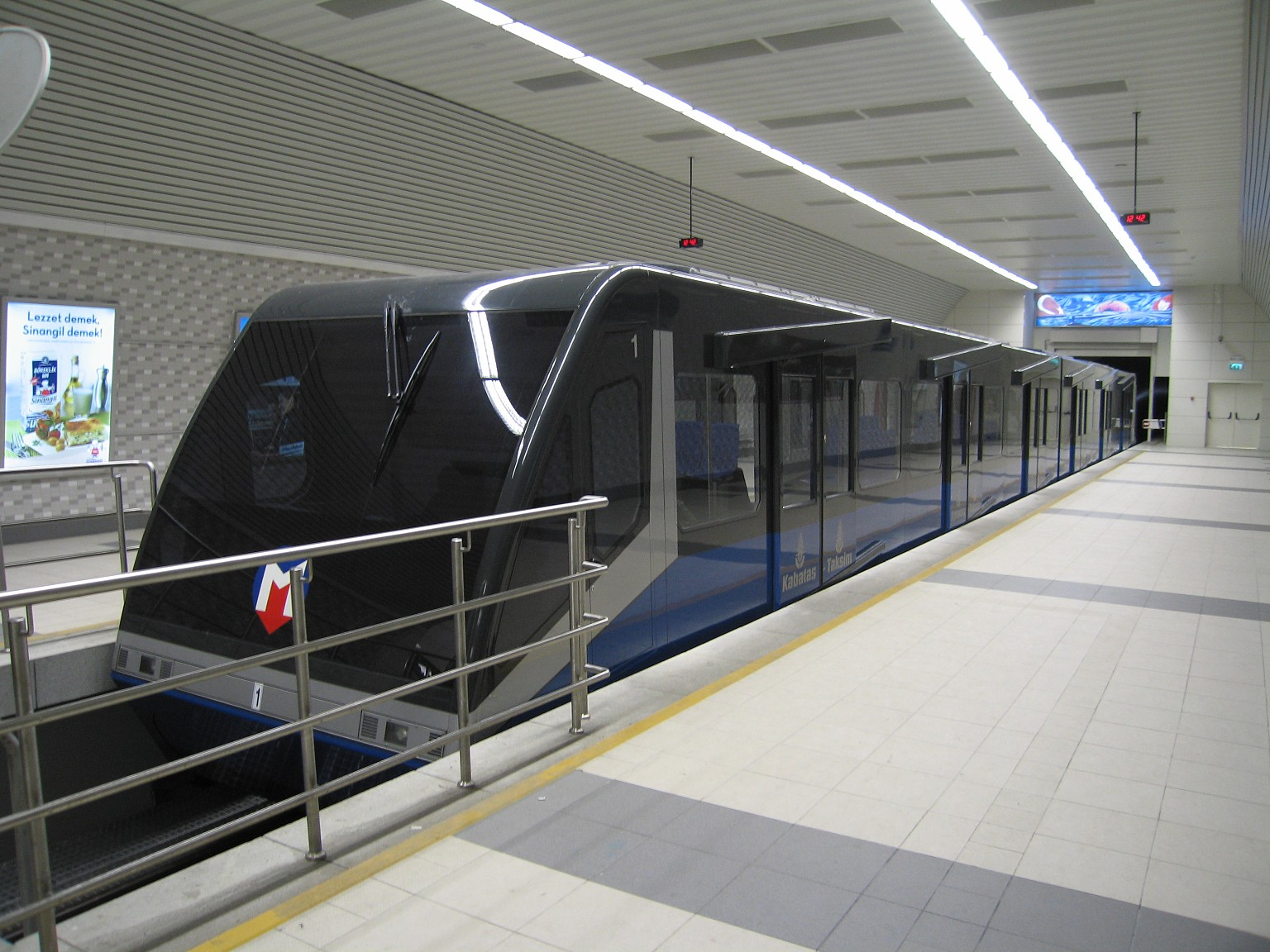
Turkije: kabelspoorweg Kabataş - Taksim in Istanboel

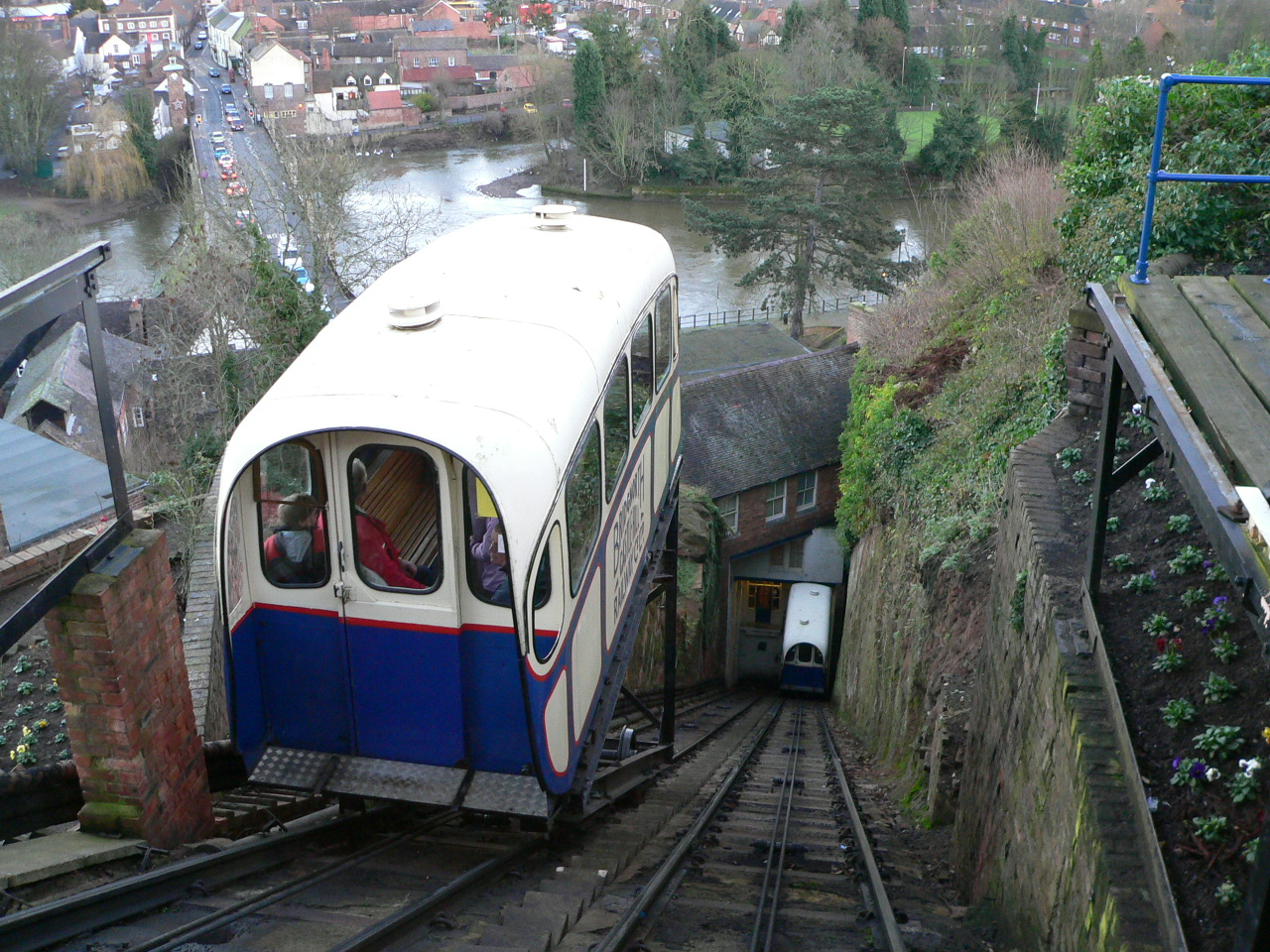
Verenigd Koninkrijk: kabelspoorweg in Bridgnorth (Engeland)

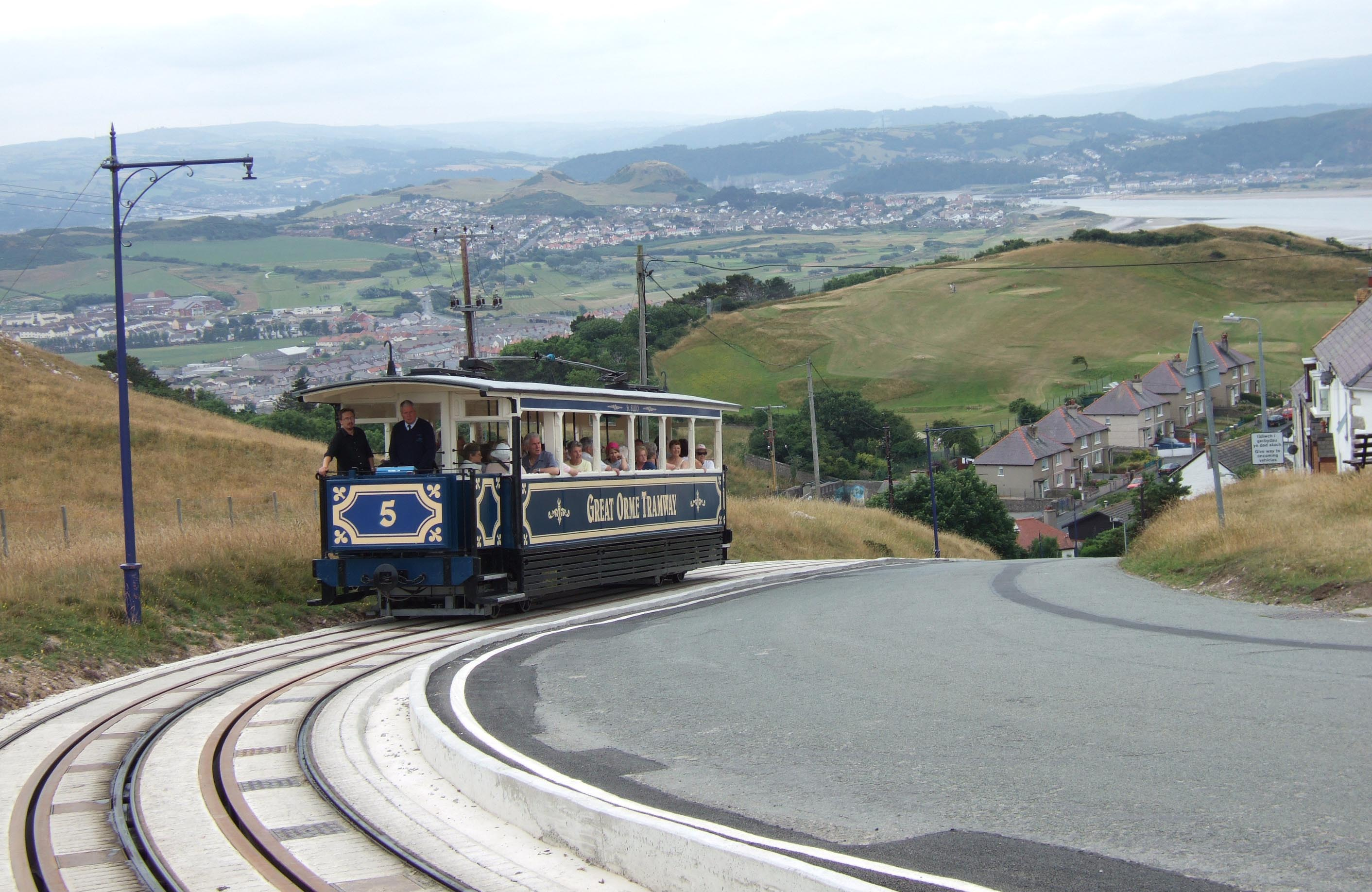
Verenigd Koninkrijk: Great Orme Tramway in Wales

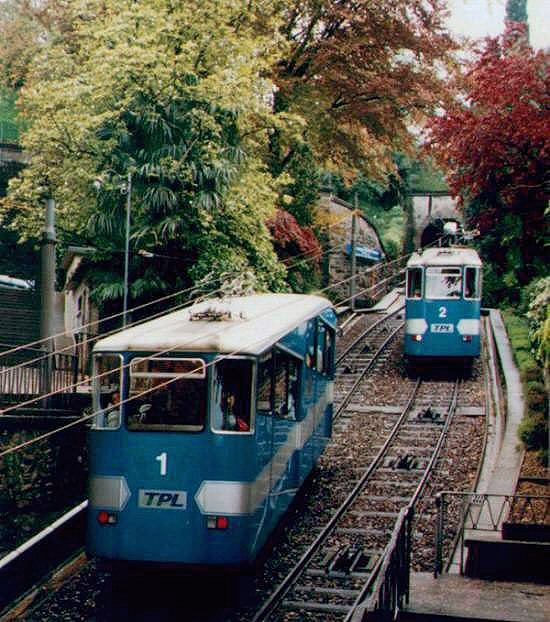
Zwitserland: kabelspoorweg in Lugano

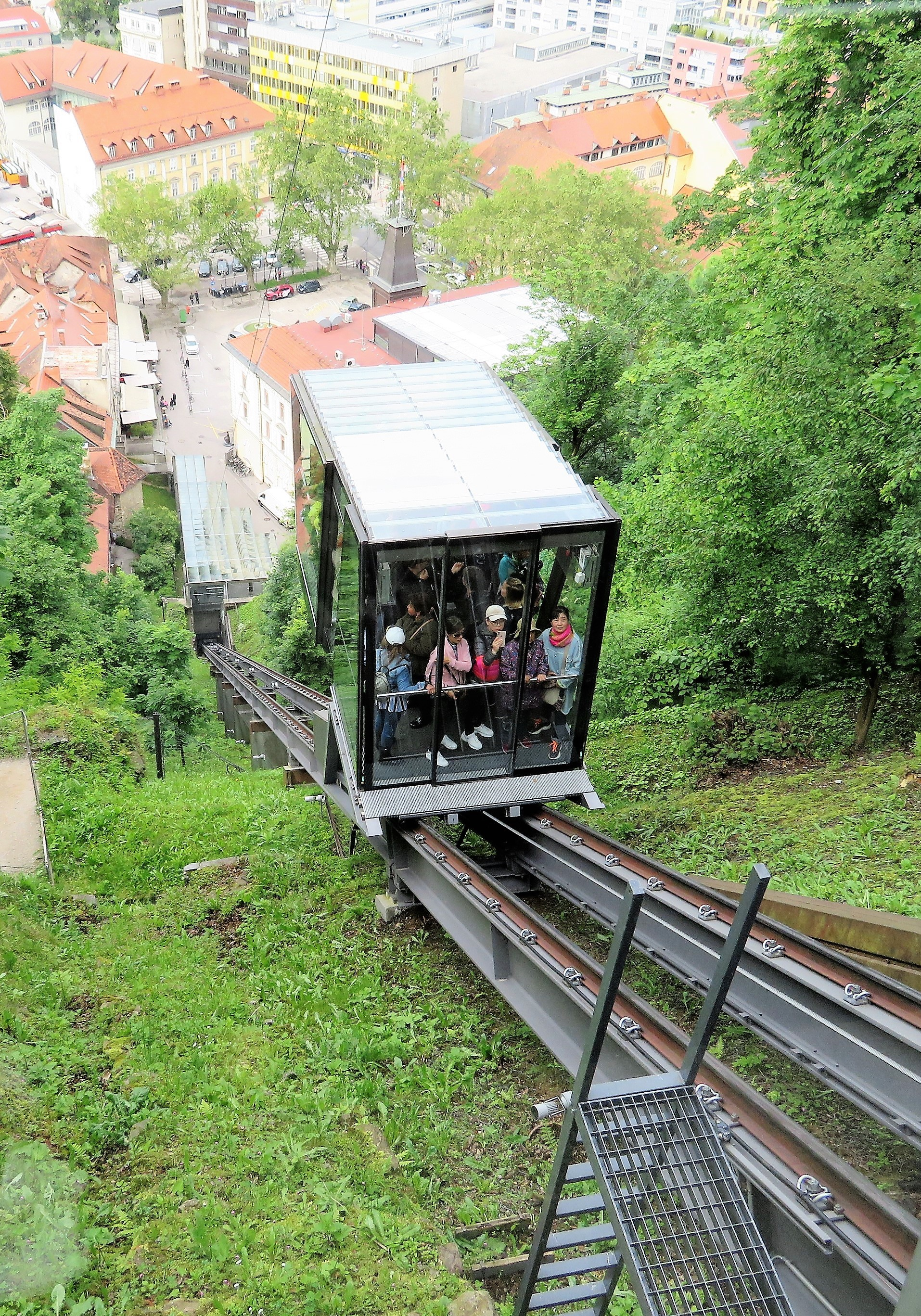
Funicular in Ljubljana, Slovenië naar het Ljubljanski grad

Een kabelspoorweg is een spoorweg, geschikt voor een kabeltrein, d.i. een trein die over een steile baan door een kabel wordt voortgetrokken. In het Engels en Frans wordt deze respectievelijk funicular en funiculaire genoemd. In het Duits spreekt men van een Standseilbahn.
Een kabelspoorweg wordt aangelegd in gebieden met groot hoogteverschil. De baan van een kabelspoorweg is meestal kaarsrecht. Is de helling erg steil, dan is de werking van een kabelspoorweg gelijk aan een lift; er zijn zelfs kabelspoorwegen die door de gebruikers zelf worden bediend door op knoppen te drukken.
Kabelspoorwegen maken over het algemeen gebruik van spoorrails. Vrijwel altijd rijden er twee kabeltreinen (twee banen naast elkaar of een baan met passeermogelijkheden) die elkaars contragewicht zijn. Bij enkelsporige kabelspoorbanen met twee kabeltreinen wordt gebruik gemaakt van de Abtse wissel, die geen bediening nodig heeft om het kruisen mogelijk te maken.
In Nederland komt de kabelspoorweg niet voor. In België is een 'funiculaire' aangelegd in Spa. Deze kabelspoorweg wordt geëxploiteerd door de Waalse vervoermaatschappij Transport en commun (TEC). De kabelspoorweg is bedoeld om bezoekers en hotelgasten van een nabijgelegen hotel naar de thermen van Spa te brengen die zich vlak bij het eindstation bevinden. Tussen 1842 en 1871 konden klassieke treinen enkel van Luik richting Brussel rijden als ze met een kabel omhoog getrokken werden op de hellende vlakken van Luik.
In landen als Duitsland, Oostenrijk en Zwitserland komen meer kabelspoorwegen voor. Het Oostenrijkse skioord Serfaus heeft sinds 1985 een ondergrondse kabelspoorweg. Er worden geen rails gebruikt; de voertuigen zweven met behulp van luchtkussens.
In Triëst in het noordoosten van Italië is er de 'Tram van Opicina', een tram die op een zeer steil gedeelte van het traject door een kabeltrein omhooggeduwd of tegengehouden wordt, volgens het principe van een kabelspoorweg. Deze tram is de enige in zijn soort.

## Lijst van kabelspoorwegen
België
- Spa, tussen het centrum en een hoger gelegen kuuroord

Duitsland
- Standseilbahn Stuttgart
- Standseilbahn Dresden
- Standseilbahn Erdmannsdorf-Augustusburg
- Heidelberger Bergbahn
- Merkurbergbahn Baden-Baden
- Oberweißbacher Bergbahn
- Malbergbahn Bad Ems
- Kurwaldbahn Bad Ems
- Bergbahn Heidelberg
- Turmbergbahn Karlsruhe-Durlach
- Nerobergbahn, Wiesbaden, is een waterballastbaan
- Bergbahn Künzelsau
- Sommerbergbahn Bad Wildbad
- Standseilbahn Bad-Herrenalb (vervoer naar een kliniek)
- Aufzug Burgberg in Meißen

Chili
- Santiago
- Viña del Mar

Frankrijk
- Kabelspoorwegen van Lyon
- Funiculaire de Montmartre in Parijs
- Funiculaire Hôtel du Cap Ferrat in Saint-Jean-Cap-Ferrat (particulier)
- Funiculaire de Saint-Hilaire-du-Touvat
- Funival in La Daille/Val-d'Isère
- Funiculaire du Perce Neige in Tignes
- Funiculaire de Bourg Saint Maurice - Les Arcs
- Kabelspoorweg van Le Tréport
- Funiculaire van Évian-les-Bains
- Poma 2000 van Laon

Griekenland
- Athene, van de Ploutárchou-straat naar de top van de Lykavittós

Hongarije
- Sikló, in Boedapest, tussen de Donau-oever en de Burchtwijk.

Italië
- Mendelbahn Kaltern / Mendelpass.
- Funicolare Vesuviana, Napels (de aanleg van deze baan was de inspiratie voor het lied Funiculì Funiculà)
- Funicolare van Marina Grande naar de Piazza Umberto I in Capri
- Funicolare al Castellaccio, Zecca-Righi, Genua
- Funicolare di Monte Galletto, Genua (moderne combinatie van kabeltrein en lift)
- Funicolare Campo dei Fiori, Varese
- Funicolare naar de oude stad van Bergamo
- Tram van Opicina in Triëst
- Funicolare Montecatini Alto
- Kabelspoorweg Como-Brunate
- Funicolare di Mondovì
- Funicolare Orvieto

Japan
- Otokoyama-kabelbaan in de stad Yawata (Kyoto)

Litouwen
- Kaunas, twee kabeltreinen

Luxemburg
- Luxemburg (stad) tussen het spoorwegstation Station Pfaffenthal-Kirchberg en het trameindpunt Rout Bréck-Pafendall

Nieuw-Zeeland
- Wellington, Kelburn Cable Car

Noorwegen
- Fløibanen in Bergen

Oekraïne
- Kiev, tussen de wijk Podil en de bovenstad (zie: Kabelspoorweg van Kiev)
- Odessa, Potjomkin Funicular langs de Potjomkin trappen

Oostenrijk
- Axamer Lizum, Olympiabahn
- Badhofgastein, Schlossalmbahn
- Ellmau, Hartkaiserbahn, gesloten en vervangen door een gondel.
- Graz, Schlossbergbahn
- Güssing, Burg Güssing
- Heiligenblut, Großglockner Gletscherbahn
- Hochosterwitz, Burg Hochosterwitz
- Innerfragant, Mölltaler Gletscher Express
- Innsbruck, Berg Isel Skisprung-Stadion
- Innsbruck, Hungerburgbahn
- Kaprun, Gletscherbahn 2, gesloten sinds een zwaar ongeval in 2000
- Kaprun, Gletscher-Shuttle
- Kolbnitz, Kreuzeckbahn
- Kolbnitz, Reisseckbahnen
- Pitztal, PitzExpress, Pitztaler Gletscherbahnen
- Salzburg, Festungsbahn
- Seefeld in Tirol, Bergbahnen Rosshütte
- Serfaus, Dorfbahn Serfaus
- Sölden, Zentrum Shuttle
- Spital am Phyrn, Wurzeralmbahn
- Zauchensee, Weltcup Express

Portugal
- Braga, Elevador do Bom Jesus
- Lissabon, Ascensor da Bica, kabelspoorweg die als een tram op straat rijdt
- Lissabon, Ascensor da Glória, kabelspoorweg die als een tram op straat rijdt
- Lissabon, Ascensor da Lavra, kabelspoorweg die als een tram op straat rijdt
- Lissabon, Elevador da Graça, kabelspoorweg die als een tram op straat rijdt
- Nazaré tussen de plaats en de heuveltop O Sitio
- Porto, Funicular dos Guindais
- Viana do Castelo (stad), Elevador de Santa Luzia

Rusland
- Sotsji
- Vladivostok

Slovenië
- Grajska Tirna Vzpenjaca Ljubljana

Slowakije
- Stary Smokovec - Hrebienok (Vysoké Tatry)

Spanje
- Funicular del Tibidabo (Barcelona)
- Funicular de Vallvidrera (Barcelona)
- Funicular del Montjuic (Barcelona)
- Funicular de Gelida (tussen Barcelona en Tarragona)
- Funicular de Larreineta (Baskenland)
- Funicular de San Sebastian
- Funicular de Bulnes (Asturië)

Tsjechië
- Kabelspoorweg van Petřín (Praag)
- Diana (Karlsbad)

Turkije
- Kabataş - Taksim Füniküler Hattı (Istanbul)
- Rumeli Hisarüstü - Aşiyan Füniküler Hattı (Istanbul)
- Tünel (Istanbul)

Verenigd Koninkrijk
- Cain Gorm, in de Schotse Hooglanden
- Great Orme Tramway Llandudnos, gedeeltelijk een Kabeltram
- Lynton-Lynmouth Cliff Railway, een van de laatste waterballastbanen ter wereld
- Kabelspoorweg in Bridgnorth
- Great Orme Tramway in Wales
- De Shipley Glen Tramway bij Saltaire (eigenlijk een kabeltram, maar niet op de weg) Waarschijnlijk de enige kabelbaan met 508 mm. spoorbreedte.

Verenigde Staten
- Kabeltram van San Francisco
- Kabelspoorweg naast de Royal Gorge Bridge van de rand naar de bodem van de kloof, Cañon City, Colorado

Zweden
- Skansens bergbana

Zwitserland
- Bergbahn Lauterbrunnen-Mürren BLM
- Bergbahn Rheineck–Walzenhausen RhW
- Braunwaldbahn BrB
- Drahtseilbahn Interlaken-Heimwehfluh DIH
- Drahtseilbahn Marzili-Stadt Bern DMB
- Harderbahn HB
- Metro Alpin in Saas-Fee
- Chemin de fer Les Avants - Sonloup LAS
- Niesenbahn NB
- Reichenbachfall-Bahn RfB
- Seilbahn Mürren-Allmendhubel SMA
- Stanserhorn-Bahn SthB
- Chemin de fer funiculaire Territet-Glion TG
- Chemin de fer funiculaire Vevey-Chardonne-Mont-Pèlerin VCP
- Polybahn VBZ
- Seilbahn Rigiblick VBZ